# Sardinella jussieu
Sardinella jussieu är en fiskart som först beskrevs av Lacepède, 1803.  Sardinella jussieu ingår i släktet Sardinella och familjen sillfiskar. Inga underarter finns listade i Catalogue of Life.